# Enzo
Enzo es un antropónimo italiano romanófono de origen germánico.

## Origen
Enzo, usado en la Edad Media también como Enzio, deriva del nombre germano Heinz y su significado es el amo de la casa, el señor de su morada o el príncipe de sus tierras. En su origen, fue un nombre exclusivamente usado en el territorio que actualmente forma parte de Italia, y es probable que su difusión comenzase en el siglo XIII con el nombramiento, como rey de Cerdeña, de Enzio de Cerdeña, hijo de Federico II de Hohenstaufen, emperador del Sacro Imperio Romano.

## Distribución
Muy frecuente en Italia, el nombre está difundido en todo Latinoamérica, especialmente en regiones de destino de inmigrantes italianos. En los últimos años, sobre todo en 2004, 2005 y 2006, el nombre está entre los más impuestos para recién nacidos en Francia, y en el 2010 subió al segundo puesto.

## Personajes
- Enzo Artoni, tenista italo-argentino;
- Giuseppe Enzo Baglioni, pintor, grabador italiano;
- Enzo Bordabehere, político argentino;
- Enzo Bruno, futbolista argentino;
- Enzo Castillo, futbolista peruano;
- Enzo Cormann, escritor francés;
- Enzo Escobar, futbolista chileno;
- Enzo Faletto sociólogo chileno;
- Enzo Fernández, futbolista argentino;
- Enzo Ferrari, ingeniero italiano;
- Enzo Ferrero, futbolista argentino;
- Enzo Francescoli, futbolista uruguayo;
- Enzo Giraudo, cantante argentino;
- Enzo Guerrero, futbolista chileno;
- Enzo Gutiérrez, futbolista argentino;
- Enzo Maqueira, escritor argentino;
- Enzo Maresca, futbolista italiano;
- Enzo Pérez, futbolista argentino;
- Enzo Roco, futbolista chileno;
- Enzo Daniel Ruiz, futbolista uruguayo;
- Enzo Trossero, futbolista argentino;
- Enzo Viena, actor argentino;
- Enzo sotelo, futbolista arquero argentino

## Enlaces
- El nombre Enzo en Cataluña (IDESCAT)